# Artoria lycosimorpha
Artoria lycosimorpha är en spindelart som beskrevs av Embrik Strand 1902. Artoria lycosimorpha ingår i släktet Artoria och familjen vargspindlar. Inga underarter finns listade i Catalogue of Life.